# Q-dance
Q-dance là một công ty của Hà Lan chuyên tổ chức các sự kiện và lễ hội nhạc hardstyle, hardcore và hard trance. Một số sự kiện nổi bật do Q-dance tổ chức là Defqon.1, Qlimax và Dominator. Công ty cũng đã từng tổ chức nhiều lễ hội trong quá khứ như Qapital, The Qontinent, Impaqt, Q-Base, EPIQ và X-Qlusive. Các sự kiện của Q-dance có thể dễ dàng nhận biết bằng chữ cái “Q” trên tên sự kiện. Logo của Q-dance được lấy cảm hứng từ các núm vặn trên máy trộn DJ, nếu xoay 120 độ sang phải sẽ tạo thành chữ “Q”.

## Sự kiện

### Sự kiện hiện tại vẫn còn tổ chức
| Sự kiện           | Nơi tổ chức                                      | Năm tổ chức lần đầu |
| ----------------- | ------------------------------------------------ | ------------------- |
| Qlusive (On-Hold) | Heineken Music Hall Amsterdam / GelreDome Arnhem | 2002                |
| Defqon.1          | Event area Biddinghuizen                         | 2003                |
| Dominator         | E3 Strand Eersel                                 | 2005                |

### Sự kiện đã dừng tổ chức
| Sự kiện               | Nơi tổ chức                                           | Năm tổ chức lần đầu | Năm tổ chức cuối cùng | Số kỳ tổ chức |
| --------------------- | ----------------------------------------------------- | ------------------- | --------------------- | ------------- |
| '91-'92               | Hemkade 48 Zaandam                                    | 2000                | 2001                  | 5             |
| Club Q-BASE           | Hemkade 48 Zaandam                                    | 2002                | 2002                  | 23            |
| Hardcore Resurrection | Nhiều địa điểm khác khau                              | 2000                | 2003                  | 4             |
| Qontact               | Heineken Music Hall Amsterdam / Beursgebouw Eindhoven | 2001                | 2004                  | 8             |
| Teqology              | Heineken Music Hall Amsterdam                         | 2002                | 2004                  | 6             |
| Qlubtempo             | Hemkade 48 Zaandam / Heineken Music Hall Amsterdam    | 2001                | 2007                  | 31            |
| QrimeTime             | Heineken Music Hall Amsterdam                         | 2004                | 2007                  | 4             |